# Корбоулі
Корбоулі (груз. კორბოული) — село в Грузії.
За даними перепису населення 2014 року в селі проживає 3264 мешканців.